# Maître CC
Le Maître CC est un graveur de la Renaissance. Artiste non encore identifié, il est désigné par le monogramme qui apparaît sur plusieurs estampes en taille-douce réalisées à Lyon.

## Éléments d'identification
L'un des premiers a tenter d'identifier le Maître CC est Johann Friderich Christ qui propose de le rattacher à Corneille Cornelisson, Camille Congius ou Francesco Cressenti, sans véritables arguments.
Le premier à identifier le maître CC à Corneille de Lyon est Michael Bryan en 1816. Il fonde son hypothèse sur le recueil de l’Épitomé des rois de France, publié à Lyon en 1546, dont les médaillons sont signés « CC ». Or, Corneille est connu pour être un peintre de rois à Lyon à cette même époque. Or, avec la proposition (sans argument) de l'abbé Pernetti de donner le prénom Claude au peintre, cela permet un rapprochement naturel, que tous les historiens de l'art reprennent durant un siècle. Ainsi, dans la même logique, Natalis Rondot propose également d'identifier Corneille au maître CC, mais en partant de l'argument (tout autant sans preuve) que corneille s'appellerait en fait « Cornelis Cornelissen », signifiant « Corneille, fils de Corneille », forme très courante dans la Flandre de cette époque. Sans aucune preuve historique, ce rapprochement reste très hypothétique et Anne Dubois de Groër dans sa synthèse sur Corneille de Lyon rejette clairement ce lien, rejet que suit Estelle Leutrat.

## Historiographie
Le premier collectionneur à identifier le Maître CC est Michel de Marolles, possesseur d'une grandes collections d'estampes dans le catalogue de laquelle il consigne son existence. Au cours du XVIIIe siècle, plusieurs spécialistes mentionnent le Maître CC, dont Pierre-Jean Mariette.

## Biographie
Les gravures que la maître CC réalisent datent du milieu du XVIe siècle et sont au cœur de la vie éditoriale et humaniste lyonnaise alors florissante.

## Style du Maître CC
Le maître CC a uniquement réalisé des gravures sur cuivre.

## Œuvres du Maître CC
On retrouve les gravures du maître CC dans les ouvrages suivants :
- l'Epitome des rois de France en Latin & en francoys avec leurs vraies Figures, Balthazar Arnoullet, 1546
- Sebastiano Serlio, Livre extraordinaire, Jean de Tournes, 1551